# Длинноногий перепел
Длинноногий перепел (лат. Rhynchortyx cinctus) — вид птиц из семейства зубчатоклювые куропатки. Входит в монотипический род Rhynchortyx. Выделяют три подвида.

## Распространение
Обитают в Гондурасе, Никарагуа, Коста-Рике, Панаме и северной части Эквадора.

## Описание
Длина тела 17-20 см. Лоб, боковые стороны головы и скуловая область рыжие; чёрная полоса через глаза по бокам шеи. Общая окраска серо-коричневая. Макушка и задняя часть шеи темно-коричневые; шея и верхняя часть грудки серые; спина и крестец переходят от серого к коричневому с чёрными прожилками; лопатки и кроющие пестрые, чёрные и коричные, с белыми прожилками на древках; нижняя часть грудки и живота желтовато-коричневые, переходящие в белый цвет между ног. Клюв и ноги голубовато-серые. Самка обычно более коричневого цвета, с темно-коричневой макушкой, головой и шеей; белая линия глаз, подбородок и горло; белые полосы по бокам головы; спинка и верх грудки коричневые, круп пёстрый и каштановый, с небольшими белыми пятнами; лопатки и кроющие крыла оливковые и коричневые, с большими чёрными пятнами, маленькими белыми пятнами и белыми стержнями перьев; нижняя часть грудки и живота с чёрной полосой спереди и по бокам.

## Биология
Питаются семенами, червями и насекомыми. Яйца белые.